# Mysłowice
Mysłowice este un municipiu în Polonia.
- Jolanta Fraszyńska (n. 1968), actriță.